# 西置賜郡

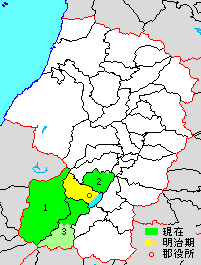
山形県西置賜郡の範囲（1.小国町 2.白鷹町 3.飯豊町 薄緑・水色：後に他郡から編入した区域 薄黄：後に他郡から編入された区域）

西置賜郡（にしおきたまぐん）は、山形県の郡。
人口24,039人、面積1,224.68km²、人口密度19.6人/km²。（2025年3月1日、推計人口）
以下の3町を含む。
- 小国町（おぐにまち）
- 白鷹町（しらたかまち）
- 飯豊町（いいでまち）

## 郡域
1878年（明治11年）に行政区画として発足した当時の郡域は、下記の区域にあたる。
- 長井市の大部分（今泉・歌丸・河井・上伊佐沢・中伊佐沢・下伊佐沢・芦沢および日の出町の一部を除く）
- 小国町の全域
- 白鷹町の大部分（針生[1]を除く）
- 飯豊町の一部（高峰以北[2]）

## 歴史

### 郡発足までの沿革
- 幕末時点では出羽国に所属し、全域が米沢藩領であった。「旧高旧領取調帳」に記載されている、置賜郡のうち後の本郡域の明治初年時点での村は以下の通り。（116村）

手ノ子村、高峰村、松原村、小白川村、椿村、黒沢村、萩生村、添川村、泉村、時庭村、小出村、宮村、平山村、九野本村、中村、寺泉村、河原沢村、草岡村、成田村、森村、五十川村、勧進代村、白兎村、鮎貝村、田尻村、横越村、高玉村、山口村、深山村、黒鴨村、栃窪村、高岡村、箕和田村、石那田村、馬場村、畔藤村、広野村、浅立村、十王村、滝野村、萩野村、中山村（）、菖蒲村、下山村、佐野原村、大瀬村、東滝村、西滝村、河原角村、新股村、大石沢村、叶水村、市野々村、白子沢村、小白子沢村、森残村、綱木箱口村、沼沢村、小国町村、小国小坂町村、岩井沢村、伊佐領村、朝篠村、黒沢村、町原村、松岡村、芹出村、種沢村、杉沢村、新原村、大滝村、小倉村、小玉川村、樽口村、滝倉村、菅沼村、足野水村、百子沢村、市野沢村、足水中里村、玉川村、片貝村、玉川中里村、泉岡村、中田山崎村、西村、北村、湯花村、田沢頭村、金目村、古田村、貝少村、大宮村、増岡村、小渡村、針生村、新屋敷村、若山村、舟渡村、網代瀬村、尻無沢村、今市村、松崎村、栃倉村、越中里村、長沢村、中島村、樋野沢村、荒沢村、焼山村、折戸村、驚村、太鼓沢村、小股村、五味沢村、石滝村
- 明治元年12月7日（1869年1月19日） - 出羽国が分割され、置賜郡は羽前国の所属となる。
- 明治4年
  - 7月14日（1871年8月19日） - 廃藩置県により藩領が米沢県となる。
  - 11月2日（1871年12月13日） - 第1次府県統合により置賜県の管轄となる。
- 明治9年（1876年）8月21日 - 第2次府県統合により山形県の管轄となる。

### 郡発足後の沿革
- 明治11年（1878年）11月1日 - 郡区町村編制法の山形県での施行により、置賜郡のうち116村に行政区画としての西置賜郡が発足。郡役所が宮村に設置。
- 明治12年（1879年） - 田尻村・横越村が合併して横田尻村となる。（115村）
- 明治14年（1881年） - 箕和田村が鮎貝村に、小白子沢村・森残村が白子沢村にそれぞれ合併。（112村）

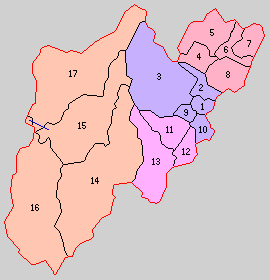
1.長井町 2.長井村 3.西根村 4.蚕桑村 5.鮎貝村 6.荒砥村 7.白鷹村 8.東根村 9.平野村 10.豊田村 11.豊原村 12.添川村 13.豊川村 14.津川村 15.小国本村 16.南小国村 17.北小国村（紫：長井市 桃：飯豊町 橙：小国町 赤：白鷹町）

- 明治22年（1889年）4月1日 - 町村制の施行により以下の町村が発足。（1町16村）
  - 長井町 ← 宮村、小出村（現・長井市）
  - 長井村 ← 成田村、五十川村、白兎村、森村（現・長井市）
  - 西根村 ← 草岡村、勧進代村、河原沢村、寺泉村（現・長井市）
  - 蚕桑村 ← 横田尻村、山口村、高玉村（現・白鷹町）
  - 鮎貝村 ← 鮎貝村、高岡村、深山村、栃窪村、黒鴨村（現・白鷹町）
  - 荒砥村 ← 石那田村、馬場村、菖蒲村、下山村、佐野原村、大瀬村（現・白鷹町）
  - 白鷹村 ← 萩野村、滝野村、十王村、中山（現・白鷹町）
  - 東根村 ← 浅立村、広野村、畔藤村（現・白鷹町）
  - 平野村 ← 九野本村、平山村（現・長井市）
  - 豊田村 ← 泉村、時庭村、東置賜郡今泉村、歌丸村、河井村（現・長井市）
  - 豊原村 ← 萩生村、中村、黒沢村、椿村（現・飯豊町）
  - 添川村（単独村制、現・飯豊町）
  - 豊川村 ← 手ノ子村、松原村、小白川村、高峰村（現・飯豊町）
  - 津川村 ← 市野々村、白子沢村、叶水村、大石沢村、新股村、河原角村、西滝村、東滝村、沼沢村（現・小国町）
  - 小国本村 ← 小国小坂町村、小国町村、岩井沢村、黒沢村、大滝村、種沢村、杉沢村、小倉村、新原村、朝篠村、町原村、松岡村、芹出村、伊佐領村、綱木箱口村、西村、北村、田沢頭村、貝少村、大宮村、増岡村、小渡村、針生村、新屋敷村、湯花村、古田村、若山村、金目村（現・小国町）
  - 南小国村 ← 玉川村、足野水村、市野沢村、百子沢村、菅沼村、滝倉村、足水中里村、樽口村、片貝村、中田山崎村、玉川中里村、泉岡村、小玉川村（現・小国町）
  - 北小国村 ← 舟渡村、網代瀬村、尻無沢村、松崎村、今市村、栃倉村、越中里村、長沢村、焼山村、樋野沢村、中島村、入折戸村[4]、折戸村、荒沢村、五味沢村、石滝村、小股村、太鼓沢村、驚村（現・小国町）
- 明治23年（1890年）12月3日 - 荒砥村が町制施行して荒砥町となる。（2町15村）
- 明治24年（1891年）4月1日 - 郡制を施行。
- 明治25年（1892年）6月21日 - 白鷹村の一部（十王）が分立して十王村が発足。（2町16村）
- 大正12年（1923年）4月1日 - 郡会が廃止。郡役所は存続。
- 大正15年（1926年）7月1日 - 郡役所が廃止。以降は地域区分名称となる。
- 昭和17年（1942年）
  - 7月1日 - 「西置賜地方事務所」が長井町に設置され、本郡を管轄。
  - 11月3日 - 小国本村が町制施行・改称して小国町が発足。（3町15村）
- 昭和23年（1948年）4月1日 - 東置賜郡伊佐沢村の所属郡が本郡に変更。（3町16村）
- 昭和29年（1954年）
  - 3月31日 - 小国町・北小国村・南小国村が合併し、改めて小国町が発足。（3町14村）
  - 10月1日（3町7村）
    - 豊原村・添川村・豊川村が合併して飯豊村が発足。
    - 荒砥町・白鷹村・東根村・鮎貝村・蚕桑村・十王村が合併して白鷹町が発足。

  - 11月15日 - 長井町・長井村・豊田村・平野村・西根村・伊佐沢村が合併して長井市が発足し、郡より離脱。（2町2村）
- 昭和30年（1955年）10月10日 - 白鷹町が西村山郡朝日町の一部（針生）を編入。
- 昭和33年（1958年）4月1日 - 飯豊村が南置賜郡中津川村を編入のうえ町制施行して飯豊町となる。（3町1村）
- 昭和35年（1960年）8月1日 - 津川村が小国町に編入。（3町）
- 平成13年（2001年）- 西置賜地方事務所が廃止。「置賜総合支庁」が米沢市に設置され、米沢市・長井市・南陽市・東置賜郡とともに管轄。

### 変遷表
| 明治以前     | 明治初年 - 明治11年 | 明治11年 西置賜郡発足 | 明治11年 - 明治22年       | 明治22年 4月1日 町村制施行 | 明治22年 - 明治32年         | 明治33年 - 昭和24年                          | 昭和25年 - 昭和29年            | 昭和30年 - 現在                             | 現在   |
| ------------ | ------------------- | --------------------- | ------------------------- | -------------------------- | --------------------------- | -------------------------------------------- | ------------------------------ | ------------------------------------------- | ------ |
| 村山郡針生村 | 村山郡針生村        | 西村山郡 針生村       | 西村山郡針生村            | 西村山郡 東五百川村 の一部 | 西村山郡東五百川村 の一部   | 昭和3年4月1日 町制改称 西村山郡 宮宿町の一部 | 昭和29年11月1日 西村山郡朝日町 | 昭和30年10月1日 白鷹町に編入                | 白鷹町 |
| 石那田村     | 石那田村            | 石那田村              | 石那田村                  | 荒砥村                     | 明治23年12月3日 町制 荒砥町 | 荒砥町                                       | 昭和29年10月1日 白鷹町         | 白鷹町                                      | 白鷹町 |
| 馬場村       | 馬場村              | 馬場村                | 馬場村                    | 荒砥村                     | 明治23年12月3日 町制 荒砥町 | 荒砥町                                       | 昭和29年10月1日 白鷹町         | 白鷹町                                      | 白鷹町 |
| 菖蒲村       | 菖蒲村              | 菖蒲村                | 菖蒲村                    | 荒砥村                     | 明治23年12月3日 町制 荒砥町 | 荒砥町                                       | 昭和29年10月1日 白鷹町         | 白鷹町                                      | 白鷹町 |
| 下山村       | 下山村              | 下山村                | 下山村                    | 荒砥村                     | 明治23年12月3日 町制 荒砥町 | 荒砥町                                       | 昭和29年10月1日 白鷹町         | 白鷹町                                      | 白鷹町 |
| 佐野原村     | 佐野原村            | 佐野原村              | 佐野原村                  | 荒砥村                     | 明治23年12月3日 町制 荒砥町 | 荒砥町                                       | 昭和29年10月1日 白鷹町         | 白鷹町                                      | 白鷹町 |
| 大瀬村       | 大瀬村              | 大瀬村                | 大瀬村                    | 荒砥村                     | 明治23年12月3日 町制 荒砥町 | 荒砥町                                       | 昭和29年10月1日 白鷹町         | 白鷹町                                      | 白鷹町 |
| 萩野村       | 萩野村              | 萩野村                | 萩野村                    | 白鷹村                     | 白鷹村                      | 白鷹村                                       | 昭和29年10月1日 白鷹町         | 白鷹町                                      | 白鷹町 |
| 滝野村       | 滝野村              | 滝野村                | 滝野村                    | 白鷹村                     | 白鷹村                      | 白鷹村                                       | 昭和29年10月1日 白鷹町         | 白鷹町                                      | 白鷹町 |
| 中山         | 中山                | 中山                  | 中山                      | 白鷹村                     | 白鷹村                      | 白鷹村                                       | 昭和29年10月1日 白鷹町         | 白鷹町                                      | 白鷹町 |
| 十王村       | 十王村              | 十王村                | 十王村                    | 白鷹村                     | 明治25年6月1日 分立 十王村  | 十王村                                       | 昭和29年10月1日 白鷹町         | 白鷹町                                      | 白鷹町 |
| 浅立村       | 浅立村              | 浅立村                | 浅立村                    | 東根村                     | 東根村                      | 東根村                                       | 昭和29年10月1日 白鷹町         | 白鷹町                                      | 白鷹町 |
| 広野村       | 広野村              | 広野村                | 広野村                    | 東根村                     | 東根村                      | 東根村                                       | 昭和29年10月1日 白鷹町         | 白鷹町                                      | 白鷹町 |
| 畔藤村       | 畔藤村              | 畔藤村                | 畔藤村                    | 東根村                     | 東根村                      | 東根村                                       | 昭和29年10月1日 白鷹町         | 白鷹町                                      | 白鷹町 |
| 鮎貝村       | 鮎貝村              | 鮎貝村                | 明治14年 鮎貝村           | 鮎貝村                     | 鮎貝村                      | 鮎貝村                                       | 昭和29年10月1日 白鷹町         | 白鷹町                                      | 白鷹町 |
| 箕和田村     | 箕和田村            | 箕和田村              | 明治14年 鮎貝村           | 鮎貝村                     | 鮎貝村                      | 鮎貝村                                       | 昭和29年10月1日 白鷹町         | 白鷹町                                      | 白鷹町 |
| 高岡村       | 高岡村              | 高岡村                | 高岡村                    | 鮎貝村                     | 鮎貝村                      | 鮎貝村                                       | 昭和29年10月1日 白鷹町         | 白鷹町                                      | 白鷹町 |
| 深山村       | 深山村              | 深山村                | 深山村                    | 鮎貝村                     | 鮎貝村                      | 鮎貝村                                       | 昭和29年10月1日 白鷹町         | 白鷹町                                      | 白鷹町 |
| 栃窪村       | 栃窪村              | 栃窪村                | 栃窪村                    | 鮎貝村                     | 鮎貝村                      | 鮎貝村                                       | 昭和29年10月1日 白鷹町         | 白鷹町                                      | 白鷹町 |
| 黒鴨村       | 黒鴨村              | 黒鴨村                | 黒鴨村                    | 鮎貝村                     | 鮎貝村                      | 鮎貝村                                       | 昭和29年10月1日 白鷹町         | 白鷹町                                      | 白鷹町 |
| 田尻村       | 田尻村              | 田尻村                | 明治12年 横田尻村         | 蚕桑村                     | 蚕桑村                      | 蚕桑村                                       | 昭和29年10月1日 白鷹町         | 白鷹町                                      | 白鷹町 |
| 横越村       | 横越村              | 横越村                | 明治12年 横田尻村         | 蚕桑村                     | 蚕桑村                      | 蚕桑村                                       | 昭和29年10月1日 白鷹町         | 白鷹町                                      | 白鷹町 |
| 山口村       | 山口村              | 山口村                | 山口村                    | 蚕桑村                     | 蚕桑村                      | 蚕桑村                                       | 昭和29年10月1日 白鷹町         | 白鷹町                                      | 白鷹町 |
| 高玉村       | 高玉村              | 高玉村                | 高玉村                    | 蚕桑村                     | 蚕桑村                      | 蚕桑村                                       | 昭和29年10月1日 白鷹町         | 白鷹町                                      | 白鷹町 |
| 宮村         | 宮村                | 宮村                  | 宮村                      | 長井町                     | 長井町                      | 長井町                                       | 昭和29年11月15日 長井市        | 長井市                                      | 長井市 |
| 小出村       | 小出村              | 小出村                | 小出村                    | 長井町                     | 長井町                      | 長井町                                       | 昭和29年11月15日 長井市        | 長井市                                      | 長井市 |
| 成田村       | 成田村              | 成田村                | 成田村                    | 長井村                     | 長井村                      | 長井村                                       | 昭和29年11月15日 長井市        | 長井市                                      | 長井市 |
| 五十川村     | 五十川村            | 五十川村              | 五十川村                  | 長井村                     | 長井村                      | 長井村                                       | 昭和29年11月15日 長井市        | 長井市                                      | 長井市 |
| 白兎村       | 白兎村              | 白兎村                | 白兎村                    | 長井村                     | 長井村                      | 長井村                                       | 昭和29年11月15日 長井市        | 長井市                                      | 長井市 |
| 森村         | 森村                | 森村                  | 森村                      | 長井村                     | 長井村                      | 長井村                                       | 昭和29年11月15日 長井市        | 長井市                                      | 長井市 |
| 九野本村     | 九野本村            | 九野本村              | 九野本村                  | 平野村                     | 平野村                      | 平野村                                       | 昭和29年11月15日 長井市        | 長井市                                      | 長井市 |
| 平山村       | 平山村              | 平山村                | 平山村                    | 平野村                     | 平野村                      | 平野村                                       | 昭和29年11月15日 長井市        | 長井市                                      | 長井市 |
| 草岡村       | 草岡村              | 草岡村                | 草岡村                    | 西根村                     | 西根村                      | 西根村                                       | 昭和29年11月15日 長井市        | 長井市                                      | 長井市 |
| 勧進代村     | 勧進代村            | 勧進代村              | 勧進代村                  | 西根村                     | 西根村                      | 西根村                                       | 昭和29年11月15日 長井市        | 長井市                                      | 長井市 |
| 河原沢村     | 河原沢村            | 河原沢村              | 河原沢村                  | 西根村                     | 西根村                      | 西根村                                       | 昭和29年11月15日 長井市        | 長井市                                      | 長井市 |
| 寺泉村       | 寺泉村              | 寺泉村                | 寺泉村                    | 西根村                     | 西根村                      | 西根村                                       | 昭和29年11月15日 長井市        | 長井市                                      | 長井市 |
| 泉村         | 泉村                | 泉村                  | 泉村                      | 豊田村                     | 豊田村                      | 豊田村                                       | 昭和29年11月15日 長井市        | 長井市                                      | 長井市 |
| 時庭村       | 時庭村              | 時庭村                | 時庭村                    | 豊田村                     | 豊田村                      | 豊田村                                       | 昭和29年11月15日 長井市        | 長井市                                      | 長井市 |
| 今泉村       | 今泉村              | 東置賜郡 今泉村       | 東置賜郡今泉村            | 豊田村                     | 豊田村                      | 豊田村                                       | 昭和29年11月15日 長井市        | 長井市                                      | 長井市 |
| 歌丸村       | 歌丸村              | 東置賜郡 歌丸村       | 東置賜郡歌丸村            | 豊田村                     | 豊田村                      | 豊田村                                       | 昭和29年11月15日 長井市        | 長井市                                      | 長井市 |
| 河井村       | 河井村              | 東置賜郡 河井村       | 東置賜郡河井村            | 豊田村                     | 豊田村                      | 豊田村                                       | 昭和29年11月15日 長井市        | 長井市                                      | 長井市 |
| 伊佐沢村     | 伊佐沢村            | 東置賜郡 伊佐沢村     | 明治14年 東置賜郡伊佐沢村 | 東置賜郡 伊佐沢村          | 東置賜郡伊佐沢村            | 昭和23年4月1日 所属変更 西置賜郡伊佐沢村     | 昭和29年11月15日 長井市        | 長井市                                      | 長井市 |
| 下伊佐沢村   | 下伊佐沢村          | 東置賜郡 下伊佐沢村   | 明治14年 東置賜郡伊佐沢村 | 東置賜郡 伊佐沢村          | 東置賜郡伊佐沢村            | 昭和23年4月1日 所属変更 西置賜郡伊佐沢村     | 昭和29年11月15日 長井市        | 長井市                                      | 長井市 |
| 芦沢村       | 芦沢村              | 東置賜郡 芦沢村       | 明治14年 東置賜郡伊佐沢村 | 東置賜郡 伊佐沢村          | 東置賜郡伊佐沢村            | 昭和23年4月1日 所属変更 西置賜郡伊佐沢村     | 昭和29年11月15日 長井市        | 長井市                                      | 長井市 |
| 上伊佐沢村   | 明治8年 上伊佐沢村  | 東置賜郡 上伊佐沢村   | 東置賜郡上伊佐沢村        | 東置賜郡 伊佐沢村          | 東置賜郡伊佐沢村            | 昭和23年4月1日 所属変更 西置賜郡伊佐沢村     | 昭和29年11月15日 長井市        | 長井市                                      | 長井市 |
| 大石村       | 明治8年 上伊佐沢村  | 東置賜郡 上伊佐沢村   | 東置賜郡上伊佐沢村        | 東置賜郡 伊佐沢村          | 東置賜郡伊佐沢村            | 昭和23年4月1日 所属変更 西置賜郡伊佐沢村     | 昭和29年11月15日 長井市        | 長井市                                      | 長井市 |
| 小国小坂町村 | 小国小坂町村        | 小国小坂町村          | 小国小坂町村              | 小国本村                   | 小国本村                    | 昭和17年11月3日 町制改称 小国町              | 昭和29年3月31日 小国町         | 小国町                                      | 小国町 |
| 小国町村     | 小国町村            | 小国町村              | 小国町村                  | 小国本村                   | 小国本村                    | 昭和17年11月3日 町制改称 小国町              | 昭和29年3月31日 小国町         | 小国町                                      | 小国町 |
| 岩井沢村     | 岩井沢村            | 岩井沢村              | 岩井沢村                  | 小国本村                   | 小国本村                    | 昭和17年11月3日 町制改称 小国町              | 昭和29年3月31日 小国町         | 小国町                                      | 小国町 |
| 黒沢村       | 黒沢村              | 黒沢村                | 黒沢村                    | 小国本村                   | 小国本村                    | 昭和17年11月3日 町制改称 小国町              | 昭和29年3月31日 小国町         | 小国町                                      | 小国町 |
| 大滝村       | 大滝村              | 大滝村                | 大滝村                    | 小国本村                   | 小国本村                    | 昭和17年11月3日 町制改称 小国町              | 昭和29年3月31日 小国町         | 小国町                                      | 小国町 |
| 種沢村       | 種沢村              | 種沢村                | 種沢村                    | 小国本村                   | 小国本村                    | 昭和17年11月3日 町制改称 小国町              | 昭和29年3月31日 小国町         | 小国町                                      | 小国町 |
| 杉沢村       | 杉沢村              | 杉沢村                | 杉沢村                    | 小国本村                   | 小国本村                    | 昭和17年11月3日 町制改称 小国町              | 昭和29年3月31日 小国町         | 小国町                                      | 小国町 |
| 小倉村       | 小倉村              | 小倉村                | 小倉村                    | 小国本村                   | 小国本村                    | 昭和17年11月3日 町制改称 小国町              | 昭和29年3月31日 小国町         | 小国町                                      | 小国町 |
| 新原村       | 新原村              | 新原村                | 新原村                    | 小国本村                   | 小国本村                    | 昭和17年11月3日 町制改称 小国町              | 昭和29年3月31日 小国町         | 小国町                                      | 小国町 |
| 大宮村       | 大宮村              | 大宮村                | 大宮村                    | 小国本村                   | 小国本村                    | 昭和17年11月3日 町制改称 小国町              | 昭和29年3月31日 小国町         | 小国町                                      | 小国町 |
| 増岡村       | 増岡村              | 増岡村                | 増岡村                    | 小国本村                   | 小国本村                    | 昭和17年11月3日 町制改称 小国町              | 昭和29年3月31日 小国町         | 小国町                                      | 小国町 |
| 小渡村       | 小渡村              | 小渡村                | 小渡村                    | 小国本村                   | 小国本村                    | 昭和17年11月3日 町制改称 小国町              | 昭和29年3月31日 小国町         | 小国町                                      | 小国町 |
| 針生村       | 針生村              | 針生村                | 針生村                    | 小国本村                   | 小国本村                    | 昭和17年11月3日 町制改称 小国町              | 昭和29年3月31日 小国町         | 小国町                                      | 小国町 |
| 新屋敷村     | 新屋敷村            | 新屋敷村              | 新屋敷村                  | 小国本村                   | 小国本村                    | 昭和17年11月3日 町制改称 小国町              | 昭和29年3月31日 小国町         | 小国町                                      | 小国町 |
| 湯花村       | 湯花村              | 湯花村                | 湯花村                    | 小国本村                   | 小国本村                    | 昭和17年11月3日 町制改称 小国町              | 昭和29年3月31日 小国町         | 小国町                                      | 小国町 |
| 古田村       | 古田村              | 古田村                | 古田村                    | 小国本村                   | 小国本村                    | 昭和17年11月3日 町制改称 小国町              | 昭和29年3月31日 小国町         | 小国町                                      | 小国町 |
| 若山村       | 若山村              | 若山村                | 若山村                    | 小国本村                   | 小国本村                    | 昭和17年11月3日 町制改称 小国町              | 昭和29年3月31日 小国町         | 小国町                                      | 小国町 |
| 金目村       | 金目村              | 金目村                | 金目村                    | 小国本村                   | 小国本村                    | 昭和17年11月3日 町制改称 小国町              | 昭和29年3月31日 小国町         | 小国町                                      | 小国町 |
| 朝篠村       | 朝篠村              | 朝篠村                | 朝篠村                    | 小国本村                   | 小国本村                    | 昭和17年11月3日 町制改称 小国町              | 昭和29年3月31日 小国町         | 小国町                                      | 小国町 |
| 町原村       | 町原村              | 町原村                | 町原村                    | 小国本村                   | 小国本村                    | 昭和17年11月3日 町制改称 小国町              | 昭和29年3月31日 小国町         | 小国町                                      | 小国町 |
| 松岡村       | 松岡村              | 松岡村                | 松岡村                    | 小国本村                   | 小国本村                    | 昭和17年11月3日 町制改称 小国町              | 昭和29年3月31日 小国町         | 小国町                                      | 小国町 |
| 芹出村       | 芹出村              | 芹出村                | 芹出村                    | 小国本村                   | 小国本村                    | 昭和17年11月3日 町制改称 小国町              | 昭和29年3月31日 小国町         | 小国町                                      | 小国町 |
| 伊佐領村     | 伊佐領村            | 伊佐領村              | 伊佐領村                  | 小国本村                   | 小国本村                    | 昭和17年11月3日 町制改称 小国町              | 昭和29年3月31日 小国町         | 小国町                                      | 小国町 |
| 綱木箱口村   | 綱木箱口村          | 綱木箱口村            | 綱木箱口村                | 小国本村                   | 小国本村                    | 昭和17年11月3日 町制改称 小国町              | 昭和29年3月31日 小国町         | 小国町                                      | 小国町 |
| 西村         | 西村                | 西村                  | 西村                      | 小国本村                   | 小国本村                    | 昭和17年11月3日 町制改称 小国町              | 昭和29年3月31日 小国町         | 小国町                                      | 小国町 |
| 北村         | 北村                | 北村                  | 北村                      | 小国本村                   | 小国本村                    | 昭和17年11月3日 町制改称 小国町              | 昭和29年3月31日 小国町         | 小国町                                      | 小国町 |
| 田沢頭村     | 田沢頭村            | 田沢頭村              | 田沢頭村                  | 小国本村                   | 小国本村                    | 昭和17年11月3日 町制改称 小国町              | 昭和29年3月31日 小国町         | 小国町                                      | 小国町 |
| 貝少村       | 貝少村              | 貝少村                | 貝少村                    | 小国本村                   | 小国本村                    | 昭和17年11月3日 町制改称 小国町              | 昭和29年3月31日 小国町         | 小国町                                      | 小国町 |
| 舟渡村       | 舟渡村              | 舟渡村                | 舟渡村                    | 北小国村                   | 北小国村                    | 北小国村                                     | 昭和29年3月31日 小国町         | 小国町                                      | 小国町 |
| 網代瀬村     | 網代瀬村            | 網代瀬村              | 網代瀬村                  | 北小国村                   | 北小国村                    | 北小国村                                     | 昭和29年3月31日 小国町         | 小国町                                      | 小国町 |
| 尻無沢村     | 尻無沢村            | 尻無沢村              | 尻無沢村                  | 北小国村                   | 北小国村                    | 北小国村                                     | 昭和29年3月31日 小国町         | 小国町                                      | 小国町 |
| 松崎村       | 松崎村              | 松崎村                | 松崎村                    | 北小国村                   | 北小国村                    | 北小国村                                     | 昭和29年3月31日 小国町         | 小国町                                      | 小国町 |
| 今市村       | 今市村              | 今市村                | 今市村                    | 北小国村                   | 北小国村                    | 北小国村                                     | 昭和29年3月31日 小国町         | 小国町                                      | 小国町 |
| 栃倉村       | 栃倉村              | 栃倉村                | 栃倉村                    | 北小国村                   | 北小国村                    | 北小国村                                     | 昭和29年3月31日 小国町         | 小国町                                      | 小国町 |
| 越中里村     | 越中里村            | 越中里村              | 越中里村                  | 北小国村                   | 北小国村                    | 北小国村                                     | 昭和29年3月31日 小国町         | 小国町                                      | 小国町 |
| 長沢村       | 長沢村              | 長沢村                | 長沢村                    | 北小国村                   | 北小国村                    | 北小国村                                     | 昭和29年3月31日 小国町         | 小国町                                      | 小国町 |
| 焼山村       | 焼山村              | 焼山村                | 焼山村                    | 北小国村                   | 北小国村                    | 北小国村                                     | 昭和29年3月31日 小国町         | 小国町                                      | 小国町 |
| 樋野沢村     | 樋野沢村            | 樋野沢村              | 樋野沢村                  | 北小国村                   | 北小国村                    | 北小国村                                     | 昭和29年3月31日 小国町         | 小国町                                      | 小国町 |
| 中島村       | 中島村              | 中島村                | 中島村                    | 北小国村                   | 北小国村                    | 北小国村                                     | 昭和29年3月31日 小国町         | 小国町                                      | 小国町 |
| 入折戸村     | 入折戸村            | 入折戸村              | 入折戸村                  | 北小国村                   | 北小国村                    | 北小国村                                     | 昭和29年3月31日 小国町         | 小国町                                      | 小国町 |
| 折戸村       | 折戸村              | 折戸村                | 折戸村                    | 北小国村                   | 北小国村                    | 北小国村                                     | 昭和29年3月31日 小国町         | 小国町                                      | 小国町 |
| 荒沢村       | 荒沢村              | 荒沢村                | 荒沢村                    | 北小国村                   | 北小国村                    | 北小国村                                     | 昭和29年3月31日 小国町         | 小国町                                      | 小国町 |
| 五味沢村     | 五味沢村            | 五味沢村              | 五味沢村                  | 北小国村                   | 北小国村                    | 北小国村                                     | 昭和29年3月31日 小国町         | 小国町                                      | 小国町 |
| 石滝村       | 石滝村              | 石滝村                | 石滝村                    | 北小国村                   | 北小国村                    | 北小国村                                     | 昭和29年3月31日 小国町         | 小国町                                      | 小国町 |
| 小股村       | 小股村              | 小股村                | 小股村                    | 北小国村                   | 北小国村                    | 北小国村                                     | 昭和29年3月31日 小国町         | 小国町                                      | 小国町 |
| 太鼓沢村     | 太鼓沢村            | 太鼓沢村              | 太鼓沢村                  | 北小国村                   | 北小国村                    | 北小国村                                     | 昭和29年3月31日 小国町         | 小国町                                      | 小国町 |
| 驚村         | 驚村                | 驚村                  | 驚村                      | 北小国村                   | 北小国村                    | 北小国村                                     | 昭和29年3月31日 小国町         | 小国町                                      | 小国町 |
| 玉川村       | 玉川村              | 玉川村                | 玉川村                    | 南小国村                   | 南小国村                    | 南小国村                                     | 昭和29年3月31日 小国町         | 小国町                                      | 小国町 |
| 足野水村     | 足野水村            | 足野水村              | 足野水村                  | 南小国村                   | 南小国村                    | 南小国村                                     | 昭和29年3月31日 小国町         | 小国町                                      | 小国町 |
| 市野沢村     | 市野沢村            | 市野沢村              | 市野沢村                  | 南小国村                   | 南小国村                    | 南小国村                                     | 昭和29年3月31日 小国町         | 小国町                                      | 小国町 |
| 百子沢村     | 百子沢村            | 百子沢村              | 百子沢村                  | 南小国村                   | 南小国村                    | 南小国村                                     | 昭和29年3月31日 小国町         | 小国町                                      | 小国町 |
| 菅沼村       | 菅沼村              | 菅沼村                | 菅沼村                    | 南小国村                   | 南小国村                    | 南小国村                                     | 昭和29年3月31日 小国町         | 小国町                                      | 小国町 |
| 滝倉村       | 滝倉村              | 滝倉村                | 滝倉村                    | 南小国村                   | 南小国村                    | 南小国村                                     | 昭和29年3月31日 小国町         | 小国町                                      | 小国町 |
| 足水中里村   | 足水中里村          | 足水中里村            | 足水中里村                | 南小国村                   | 南小国村                    | 南小国村                                     | 昭和29年3月31日 小国町         | 小国町                                      | 小国町 |
| 樽口村       | 樽口村              | 樽口村                | 樽口村                    | 南小国村                   | 南小国村                    | 南小国村                                     | 昭和29年3月31日 小国町         | 小国町                                      | 小国町 |
| 片貝村       | 片貝村              | 片貝村                | 片貝村                    | 南小国村                   | 南小国村                    | 南小国村                                     | 昭和29年3月31日 小国町         | 小国町                                      | 小国町 |
| 中田山崎村   | 中田山崎村          | 中田山崎村            | 中田山崎村                | 南小国村                   | 南小国村                    | 南小国村                                     | 昭和29年3月31日 小国町         | 小国町                                      | 小国町 |
| 玉川中里村   | 玉川中里村          | 玉川中里村            | 玉川中里村                | 南小国村                   | 南小国村                    | 南小国村                                     | 昭和29年3月31日 小国町         | 小国町                                      | 小国町 |
| 泉岡村       | 泉岡村              | 泉岡村                | 泉岡村                    | 南小国村                   | 南小国村                    | 南小国村                                     | 昭和29年3月31日 小国町         | 小国町                                      | 小国町 |
| 小玉川村     | 小玉川村            | 小玉川村              | 小玉川村                  | 南小国村                   | 南小国村                    | 南小国村                                     | 昭和29年3月31日 小国町         | 小国町                                      | 小国町 |
| 市野々村     | 市野々村            | 市野々村              | 市野々村                  | 津川村                     | 津川村                      | 津川村                                       | 津川村                         | 昭和35年8月1日 小国町に編入                 | 小国町 |
| 白子沢村     | 白子沢村            | 白子沢村              | 明治14年 白子沢村         | 津川村                     | 津川村                      | 津川村                                       | 津川村                         | 昭和35年8月1日 小国町に編入                 | 小国町 |
| 小白子沢村   | 小白子沢村          | 小白子沢村            | 明治14年 白子沢村         | 津川村                     | 津川村                      | 津川村                                       | 津川村                         | 昭和35年8月1日 小国町に編入                 | 小国町 |
| 森残村       | 森残村              | 森残村                | 明治14年 白子沢村         | 津川村                     | 津川村                      | 津川村                                       | 津川村                         | 昭和35年8月1日 小国町に編入                 | 小国町 |
| 叶水村       | 叶水村              | 叶水村                | 叶水村                    | 津川村                     | 津川村                      | 津川村                                       | 津川村                         | 昭和35年8月1日 小国町に編入                 | 小国町 |
| 大石沢村     | 大石沢村            | 大石沢村              | 大石沢村                  | 津川村                     | 津川村                      | 津川村                                       | 津川村                         | 昭和35年8月1日 小国町に編入                 | 小国町 |
| 新股村       | 新股村              | 新股村                | 新股村                    | 津川村                     | 津川村                      | 津川村                                       | 津川村                         | 昭和35年8月1日 小国町に編入                 | 小国町 |
| 河原角村     | 河原角村            | 河原角村              | 河原角村                  | 津川村                     | 津川村                      | 津川村                                       | 津川村                         | 昭和35年8月1日 小国町に編入                 | 小国町 |
| 西滝村       | 西滝村              | 西滝村                | 西滝村                    | 津川村                     | 津川村                      | 津川村                                       | 津川村                         | 昭和35年8月1日 小国町に編入                 | 小国町 |
| 東滝村       | 東滝村              | 東滝村                | 東滝村                    | 津川村                     | 津川村                      | 津川村                                       | 津川村                         | 昭和35年8月1日 小国町に編入                 | 小国町 |
| 沼沢村       | 沼沢村              | 沼沢村                | 沼沢村                    | 津川村                     | 津川村                      | 津川村                                       | 津川村                         | 昭和35年8月1日 小国町に編入                 | 小国町 |
| 萩生村       | 萩生村              | 萩生村                | 萩生村                    | 豊原村                     | 豊原村                      | 豊原村                                       | 昭和29年10月1日 飯豊村         | 昭和33年4月1日 町制 飯豊町                  | 飯豊町 |
| 中村         | 中村                | 中村                  | 中村                      | 豊原村                     | 豊原村                      | 豊原村                                       | 昭和29年10月1日 飯豊村         | 昭和33年4月1日 町制 飯豊町                  | 飯豊町 |
| 黒沢村       | 黒沢村              | 黒沢村                | 黒沢村                    | 豊原村                     | 豊原村                      | 豊原村                                       | 昭和29年10月1日 飯豊村         | 昭和33年4月1日 町制 飯豊町                  | 飯豊町 |
| 椿村         | 椿村                | 椿村                  | 椿村                      | 豊原村                     | 豊原村                      | 豊原村                                       | 昭和29年10月1日 飯豊村         | 昭和33年4月1日 町制 飯豊町                  | 飯豊町 |
| 添川村       | 添川村              | 添川村                | 添川村                    | 添川村                     | 添川村                      | 添川村                                       | 昭和29年10月1日 飯豊村         | 昭和33年4月1日 町制 飯豊町                  | 飯豊町 |
| 手ノ子村     | 手ノ子村            | 手ノ子村              | 手ノ子村                  | 豊川村                     | 豊川村                      | 豊川村                                       | 昭和29年10月1日 飯豊村         | 昭和33年4月1日 町制 飯豊町                  | 飯豊町 |
| 松原村       | 松原村              | 松原村                | 松原村                    | 豊川村                     | 豊川村                      | 豊川村                                       | 昭和29年10月1日 飯豊村         | 昭和33年4月1日 町制 飯豊町                  | 飯豊町 |
| 小白川村     | 小白川村            | 小白川村              | 小白川村                  | 豊川村                     | 豊川村                      | 豊川村                                       | 昭和29年10月1日 飯豊村         | 昭和33年4月1日 町制 飯豊町                  | 飯豊町 |
| 高峰村       | 高峰村              | 高峰村                | 高峰村                    | 豊川村                     | 豊川村                      | 豊川村                                       | 昭和29年10月1日 飯豊村         | 昭和33年4月1日 町制 飯豊町                  | 飯豊町 |
| 小屋村       | 小屋村              | 南置賜郡 小屋村       | 南置賜郡小屋村            | 南置賜郡 中津川村          | 南置賜郡中津川村            | 南置賜郡中津川村                             | 南置賜郡中津川村               | 昭和33年4月1日 飯豊村に編入 即日町制 飯豊町 | 飯豊町 |
| 広河原村     | 広河原村            | 南置賜郡 広河原村     | 南置賜郡広河原村          | 南置賜郡 中津川村          | 南置賜郡中津川村            | 南置賜郡中津川村                             | 南置賜郡中津川村               | 昭和33年4月1日 飯豊村に編入 即日町制 飯豊町 | 飯豊町 |
| 遅谷村       | 遅谷村              | 南置賜郡 遅谷村       | 南置賜郡遅谷村            | 南置賜郡 中津川村          | 南置賜郡中津川村            | 南置賜郡中津川村                             | 南置賜郡中津川村               | 昭和33年4月1日 飯豊村に編入 即日町制 飯豊町 | 飯豊町 |
| 上原村       | 上原村              | 南置賜郡 上原村       | 南置賜郡上原村            | 南置賜郡 中津川村          | 南置賜郡中津川村            | 南置賜郡中津川村                             | 南置賜郡中津川村               | 昭和33年4月1日 飯豊村に編入 即日町制 飯豊町 | 飯豊町 |
| 須郷村       | 須郷村              | 南置賜郡 須郷村       | 南置賜郡須郷村            | 南置賜郡 中津川村          | 南置賜郡中津川村            | 南置賜郡中津川村                             | 南置賜郡中津川村               | 昭和33年4月1日 飯豊村に編入 即日町制 飯豊町 | 飯豊町 |
| 小坂村       | 小坂村              | 南置賜郡 小坂村       | 南置賜郡小坂村            | 南置賜郡 中津川村          | 南置賜郡中津川村            | 南置賜郡中津川村                             | 南置賜郡中津川村               | 昭和33年4月1日 飯豊村に編入 即日町制 飯豊町 | 飯豊町 |
| 数馬村       | 数馬村              | 南置賜郡 数馬村       | 南置賜郡数馬村            | 南置賜郡 中津川村          | 南置賜郡中津川村            | 南置賜郡中津川村                             | 南置賜郡中津川村               | 昭和33年4月1日 飯豊村に編入 即日町制 飯豊町 | 飯豊町 |
| 宇津沢村     | 宇津沢村            | 南置賜郡 宇津沢村     | 南置賜郡宇津沢村          | 南置賜郡 中津川村          | 南置賜郡中津川村            | 南置賜郡中津川村                             | 南置賜郡中津川村               | 昭和33年4月1日 飯豊村に編入 即日町制 飯豊町 | 飯豊町 |
| 下屋地村     | 下屋地村            | 南置賜郡 下屋地村     | 南置賜郡下屋地村          | 南置賜郡 中津川村          | 南置賜郡中津川村            | 南置賜郡中津川村                             | 南置賜郡中津川村               | 昭和33年4月1日 飯豊村に編入 即日町制 飯豊町 | 飯豊町 |
| 白川村       | 白川村              | 南置賜郡 白川村       | 南置賜郡白川村            | 南置賜郡 中津川村          | 南置賜郡中津川村            | 南置賜郡中津川村                             | 南置賜郡中津川村               | 昭和33年4月1日 飯豊村に編入 即日町制 飯豊町 | 飯豊町 |
| 上屋地村     | 上屋地村            | 南置賜郡 上屋地村     | 南置賜郡上屋地村          | 南置賜郡 中津川村          | 南置賜郡中津川村            | 南置賜郡中津川村                             | 南置賜郡中津川村               | 昭和33年4月1日 飯豊村に編入 即日町制 飯豊町 | 飯豊町 |
| 川内戸村     | 川内戸村            | 南置賜郡 川内戸村     | 南置賜郡川内戸村          | 南置賜郡 中津川村          | 南置賜郡中津川村            | 南置賜郡中津川村                             | 南置賜郡中津川村               | 昭和33年4月1日 飯豊村に編入 即日町制 飯豊町 | 飯豊町 |
| 岩倉村       | 岩倉村              | 南置賜郡 岩倉村       | 南置賜郡岩倉村            | 南置賜郡 中津川村          | 南置賜郡中津川村            | 南置賜郡中津川村                             | 南置賜郡中津川村               | 昭和33年4月1日 飯豊村に編入 即日町制 飯豊町 | 飯豊町 |
| 高造路村     | 高造路村            | 南置賜郡 高造路村     | 南置賜郡高造路村          | 南置賜郡 中津川村          | 南置賜郡中津川村            | 南置賜郡中津川村                             | 南置賜郡中津川村               | 昭和33年4月1日 飯豊村に編入 即日町制 飯豊町 | 飯豊町 |

## 行政
歴代郡長
| 代 | 氏名 | 就任年月日                | 退任年月日                | 備考                   |
| -- | ---- | ------------------------- | ------------------------- | ---------------------- |
| 1  |      | 明治11年（1878年）11月1日 |                           |                        |
|    |      |                           | 大正15年（1926年）6月30日 | 郡役所廃止により、廃官 |